# Eric Giganto
Eric Ben Guillera Giganto (* 9. Mai 1994) ist ein philippinischer Fußballspieler, der hauptsächlich auf Linksaußen eingesetzt wird.

## Karriere
Nach seiner Zeit in der Far Eastern University spielte er erst bis 2014 für den Loyola FC und wechselte zum Jahresstart 2015 in die Mannschaft des Manila Jeepney FC, bis er sich 2016 dem Kaya FC anschloss. Nach dem Ende der United Football League und dem Start der neuen PFL, platzierte sich seine Mannschaft öfters auf den vorderen Plätzen, womit am Ende er mit seinem Klub einige Partien im AFC Cup bestritt. Über die Gruppenphase hinaus kam er mit seinem Team aber nicht. Zwar konnte er in der Spielzeit 2020 mit seiner Mannschaft drei Partien ohne Niederlage hinlegen, wo er mit zwei Toren für sein Team auch entscheidend zu beitrug. Jedoch wurde die Spielrunde im März 2020 bedingt durch die COVID-19-Pandemie abgebrochen und so verblieb ihm und seiner Mannschaft die Chance verwehrt, dies noch auszubauen.
Für die Spielzeit 2021 der AFC Champions League gelang ihm mit seinem Team die Qualifikation für die Gruppenphase, er konnte jedoch keinen Treffer beisteuern und kam fast immer nur von der Bank ins Spiel. Nachdem, bedingt durch die COVID-19-Pandemie, jahrelang keine Ligasaison ausgetragen wurde, fand erstmals wieder zur Saison 2022/23 eine Ausgabe statt. Hier gehörte er über große Teile der Saison zur Stammbesetzung und erzielte insgesamt sieben Tore und gab eine Vorlage. Damit reihte er sich im teaminternen Ranking auf Platz zwei hinter Javier Gayoso ein. Am Ende gewann er mit seiner Mannschaft erstmals die Meisterschaft als auch den Pokal. Später blieb er noch bis Jahresende bei seinem Klub, wo er auch noch kurz in der Champions League zum Einsatz kam. 
Seit Januar 2024 steht er beim Manila Digger FC unter Vertrag. Für diesen debütierte er am 1. Spieltag der Spielzeit 2024 bei einem 3:2-Sieg über den Philippine Army FC, bei welchem er nach Vorlage von Earl Piñero in der 38. Minute das zwischenzeitliche 2:0 erzielte. Zur 83. Minute wurde er für Christian Bacara ausgewechselt.